# Eupithecia perfusca
Eupithecia perfusca là một loài bướm đêm trong họ Geometridae.